# Zhao Jingshen
Zhao Jingshen (chino: 趙景深, pinyin: Zhào Jǐngshēn) (Lishui (麗水), Zhejiang, 1902-1985), fue un novelista y traductor chino. 
Realizó notables aportes a la ópera china.
Sus traducciones de los clásicos de Hans Christian Andersen contribuyeron a su difusión en China.
- Datos: Q197444
- Multimedia: Zhao Jingshen / Q197444